# Antocha pachyphallus
Antocha pachyphallus är en tvåvingeart som beskrevs av Alexander 1971. Antocha pachyphallus ingår i släktet Antocha och familjen småharkrankar. Inga underarter finns listade i Catalogue of Life.